# Коронация британских монархов

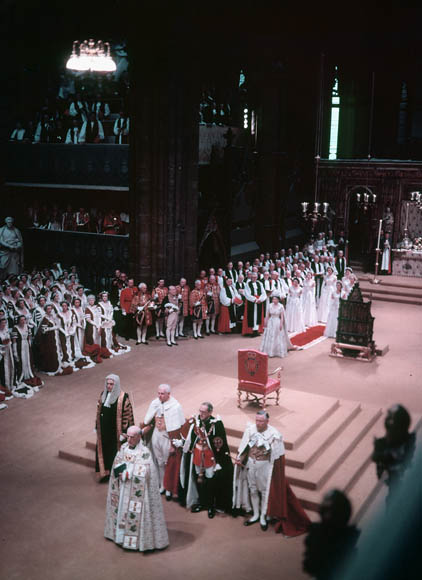
Коронация Елизаветы II, Вестминстерское аббатство, Лондон, 2 июня 1953 г.

Коронация британских монархов — церковная церемония (традиционный обряд посвящения в англиканской церкви), при которой монарх Великобритании официально коронуется и наделяется регалиями. Этот обряд аналогичен коронации, ранее имевшей место и в других европейских монархиях, которые в настоящее время отказались от коронации в пользу церемоний инаугурации или интронизации. Церковной коронации предшествует официальное юридическое провозглашение суверена (в праве Короны) в лондонском Сент-Джеймсском дворце перед церемониальным органом, известным как Совет по престолонаследованию.

## Церемония и порядок проведения
Коронация обычно происходит через несколько месяцев после смерти предыдущего монарха, так как считается радостным событием, ввиду чего неуместно проводить её, пока продолжается траур. Такая пауза также даёт планировщикам достаточно времени для завершения сложных механизмов, необходимых при подготовке коронации. Например, Елизавета II взошла на престол 6 февраля 1952 года, а была коронована 2 июня 1953 года.
Церемония проводится архиепископом Кентерберийским, высшим священнослужителем Церкви Англии, в Вестминстерском аббатстве. Другие священнослужители и представители знати (пэры Англии) также участвуют в коронации; большинство участников церемонии обязаны носить во время неё церемониальную форму или одежду. Коронацию посещают многие другие правительственные чиновники и гости, в том числе представители иностранных государств.
Существенные элементы коронации в основном не изменились за последние тысячу лет. Монарх на ней «впервые» представляется народу и принимается им. Он или она после этого даёт клятву защищать закон и англиканскую церковь (клятва о признании суверенитета Церкви Шотландии и её защите проводится заранее, во время инаугурационного заседании Тайного совета). После этого происходит помазание монарха елеем, увенчивание его тяжёлой английской короной святого Эдуарда и наделение его государственными регалиями, после чего происходит процедура его или её оммажа; когда монарха увенчивали короной, все присутствующие пэры тоже надевали свои короны. Во время коронации монарх восседает в кресле короля Эдуарда, в которое до 1996 года был постоянно вмонтирован Скунский камень. Ныне Скунский камень специально привозится для коронации тайным маршрутом из Эдинбурга.
По выходе из Вестминстерского аббатства монарха увенчивают уже более лёгкой короной Британской империи, после чего коронационная процессия направляется в Букингемский дворец.

## Смыслы коронационного ритуалa
Коронация британских монархов является одним из ярких феноменов сакральной легитимации королевской власти, то есть использования отдельных сакральных (в том числе религиозных и магических) представлений для обоснования законности власти английских монархов. Сакральный характер английской монархии, ведущей своё начало из Средневековья, тесно связан с господствующей религиозной (христианской) традицией Великобритании, но также включает в себя большой пласт архаических представлений о сакральном, в том числе магические практики (например — помазание на царство и восседание на троне с вмонтированным в него Камнем судьбы из Шотландии). 
Сакральное является основой легитимности монархической власти, а также средством преодоления политических кризисов: таким образом, сакральное обеспечивает легитимность как самой формы публичной власти, так и прав отдельных правителей на трон. Окончательное формирование принципа наследственной передачи власти произошло под влиянием представлений о сакральном статусе королевского рода. При этом апелляция к сакральному становилась основным способом легитимации власти и в случае нарушения принципа наследования.
Аналогично византийской традиции, британский монарх при коронации уже является полноправным правителем государства в соответствии с принципом преемственности Короны. Сама же церемония коронации смоделирована по образцу священнического обряда рукоположения, тем самым демонстрируя святость власти. Если патриарх являлся всего лишь выразителем Божественной воли, избравшей монарха, то сам монарх после своей коронации становился истинным наместником Бога на Земле: т.е., его коронация не может быть повторена, и святость его личности сохраняется до смерти. Монарх, таким образом, становится «Верховным правителем» церкви Англии.
Церемония в Шотландии
Важно также отметить, что в Шотландии, поскольку церковь Шотландии по закону является независимой от государства, то, в соответствии с пресвитерианской доктриной двух царств, разработанной Э. Мелвиллом, монарх является лишь очередным законным представителем общества (в данном случае — Короны (в праве Шотландии)), равнозначным всем другим пресвитерам. Даже несмотря на существование королевской унии 1604 г., параллельная коронация как таковая в Шотландии не проводится, а обычно заменяется на церковную службу Благодарения (в честь коронации), во время которой, уже первоначально коронованного в Лондоне английского монарха представляют к Короне Шотландии и другим государственным регалиям Шотландии. Так, например, Елизавета II была представлена Короне Шотландии в Эдинбурге 24 июня 1953 года, а её сын, Карл III, был представлен к короне 5 июля 2023 года во время церемонии Благодарения и посвящения в Эдинбурге.

## Коронация Елизаветы II
Коронация Елизаветы II состоялась 2 июня 1953 года.

## Коронация Карла III
Коронация нового британского монарха — Карла III прошла 6 мая 2023 года.  
Официальная эмблема коронации представляет собой синюю корону, окружённую красным кругом с очевидными цветочными мотивами. Внутри короны изображены четыре разных вида цветов, каждый из которых соответствует отдельной стране в Соединённом Королевстве: для Шотландии — чертополох, для Уэльса — нарциссы, для Ирландии — трилистник и тюдоровские розы для Англии. Своей формой венец повторяет корону Святого Эдуарда, для которого она была изготовлена в 1661 году. 
Некоторые аспекты церемонии были также изменены. Например, ритуал оммажа пэров был заменён на всенародную клятву преданности. Британские СМИ также отмечали неоднозначность желания Карла III провести церемонию с участием представителей всех религий, а не только христианства (официальных англиканской и пресвитерианской церквей).